# Saponcourt
Saponcourt är en kommun i departementet Haute-Saône i regionen Bourgogne-Franche-Comté i östra Frankrike. Kommunen ligger i kantonen Amance som tillhör arrondissementet Vesoul. År 2022 hade Saponcourt 76 invånare.

## Befolkningsutveckling
Antalet invånare i kommunen Saponcourt
| Referens: INSEE |